# 이갑 (1877년)
이갑(李甲, 1877년 음력 5월 12일 ~ 1917년 양력 6월 13일)은 조선시대, 대한제국의 육군 장교 및 항일 무관(抗日 武官)이며 독립운동가로서 애국열사.

## 생애

### 일생
본관은 경주(慶州)이다. 아명(兒名)은 이휘선(李彙璿) 또는 이휘선(李徽善)이고 호(號)는 추정(秋汀)이다.
평안남도 숙천군 평원면에서 출생하였으며 지난날 한때 평안남도 순안에서 잠시 유아기를 보낸 적이 있는 그는 1896년에 독립협회에 가입하고 1898년에 만민공동회가 개최될 때도 주도적으로 참여한 개화파였다. 이후 일본육군사관학교에 유학하여 대한제국 육군 장교로 복무하였다.
1905년 을사조약이 체결되자 무관직에서 물러나 애국계몽운동 계파에서 활동하였다. 1906년에 서우학회를, 1908년에는 서북학회를 창립하였으며, 서북협성학교를 설립하기도 했다.

### 독립 운동
1907년에 신민회를 창건하고 1910년에는 러시아 영토로 망명하였다. 선생은 군부 교육국 교무과장을 지내던 1907년 헤이그 특사 사건이 일어나자 황제 폐위 반대 투쟁을 전개했다. 대한제국 군대 해산 뒤에는 일본 육사 출신 군인 유동열, 김희선, 노백린 등과 함께 군대 부활을 위해 노력했다.

### 최후
1910년 신민회 인사와 함께 망명한 선생은 수수명의 러시아 외교관, 정치가와 교류하고 현지에 한인 청년 양성소를 만드는 등 독립운동 기지 개척에 힘쓰다 니콜리스크에서 41세의 나이로 숨졌다.

## 사후
- 대한민국 정부는 그의 공헌을 기리기 위해 1962년에 건국훈장 독립장을 추서하였다.

## 학력
- 대한제국 육군무관학교
- 일본 도쿄 육군중앙유년학교
- 일본 육군사관학교
- 일본 육군보병학교

## 가족 및 친척 관계
- 딸: 이정희(李正熙, 1897년 ~ 1987년 9월 29일)
- 사위: 이응준(李應俊, 1890년 8월 12일 ~ 1985년 7월 8일) - 초대 대한민국 육군참모총장, 군사영어학교 1기 및 통위부 보병학교 졸업. 1955년 대한민국 육군 중장 예편.
  - 외손: 이창선(李昌善, 1921년 일본 도쿄 출생. ~ 2014년 12월 12일 대한민국 서울에서 향년 94세로 별세.) - 대한민국 육사 2기 및 조선경비보병학교·육군포병학교 졸업. 1955년 대한민국 육군 중령 예편.
  - 외손서: 이형근(李亨根, 1920년 11월 2일 ~ 2002년 1월 13일) - 초대 대한민국 합동참모총장 역임. 군사영어학교 1기 임관 이후 미국 육군보병학교를 거쳐 미국 육군참모대학교 졸업. 1959년 대한민국 육군 대장 예편.

## 같이 보기
- 안창호
- 이회영
- 신민회
- 서북학회
- 애국계몽운동